# Альфред Шуманн
Альфред Шуманн (нім. Alfred Schumann; 16 червня 1902, Ребель — 10 травня 1985) — німецький офіцер, капітан-цур-зее крігсмаріне (1 листопада 1943), адмірал флотилії бундесмаріне (17 березня 1961). Кавалер Німецького хреста в золоті.

## Біографія
В 1923 році вступив на флот. Пройшов підготовку на лінкорі «Гессен». В 1929/30 роках — офіцер роти 3-го дивізіону морської артилерії в Свінемюнде. В 1931/32 роках — вахтовий офіцер на торпедному катері Т-155. З 1 квітня 1935 року — командир Т-157, пізніше — ескортного корабля «Королева Луїза». В 1937 році — командир 1-ї роти 2-го дивізіону морської артилерії у Вільгельмсгафені.
В 1938/43 роках — 1-й артилерійський офіцер на важкому крейсері «Адмірал Шеер». В лютому-жовтні 1943 року — начальник штабу 2-го адмірала на Балтійському морі, після чого до кінця війни був головним референтом і начальником відділу ОКМ. В кінці війни потрапив у британський полон. З жовтня 1945 по лютий 1946 року — командир дивізіону Німецької адміністрації з розмінування. 16 квітня 1946 року звільнений.
З жовтня 1956 по вересень 1960 року — начальник Головного управління ВМС. З жовтня 1960 по травень 1961 року — начальник підвідділу Командного штабу ВМС Федерального міністерства оборони. Остання посада — заступник інспектора ВМС і начальник Командного штабу ВМС Федерального міністерства оборони. 31 березня 1963 року вийшов на пенсію.
В 1963/78 роках — голова Асоціації офіцерів ВМС. В 1973 році став співзасновником і головою Німецького військово-морського інституту.

## Нагороди
- Медаль «За вислугу років у Вермахті» 4-го і 3-го класу (12 років)
- Залізний хрест 2-го і 1-го класу
- Німецький хрест в золоті (17 листопада 1942)